# Gymnorhynchus thyrsitae
Gymnorhynchus thyrsitae är en plattmaskart som beskrevs av Robinson 1959. Gymnorhynchus thyrsitae ingår i släktet Gymnorhynchus och familjen Gymnorhynchidae. Inga underarter finns listade i Catalogue of Life.